# Temporada da ATP de 1997
O ATP Tour de 1997 foi a oitava edição do circuito mundial de tênis profissional sob o nome ATP Tour, organizado pela Associação de Tenistas Profissionais.